# PRO.CRE.AR
PRO.CRE.AR (cuyo nombre oficial era Programa de Crédito Argentino del Bicentenario para la Vivienda Única Familiar) era un programa del Gobierno nacional de Argentina que otorgaba créditos para la construcción de viviendas. Fue creado en 2012  y discontinuado en 2018 hasta su relanzamiento en 2020. El programa fue disuelto en 2024.

Era un proyecto realizado y gestionado por la Presidencia de la Nación, en acción conjunta con la ANSES, el Ministerio de Economía y Finanzas Públicas y el Banco Hipotecario —el cual fue constituido en ente fiduciario del Programa. Se financiaba a partir de ingresos generados por el Fondo de Garantía de Sustentabilidad.

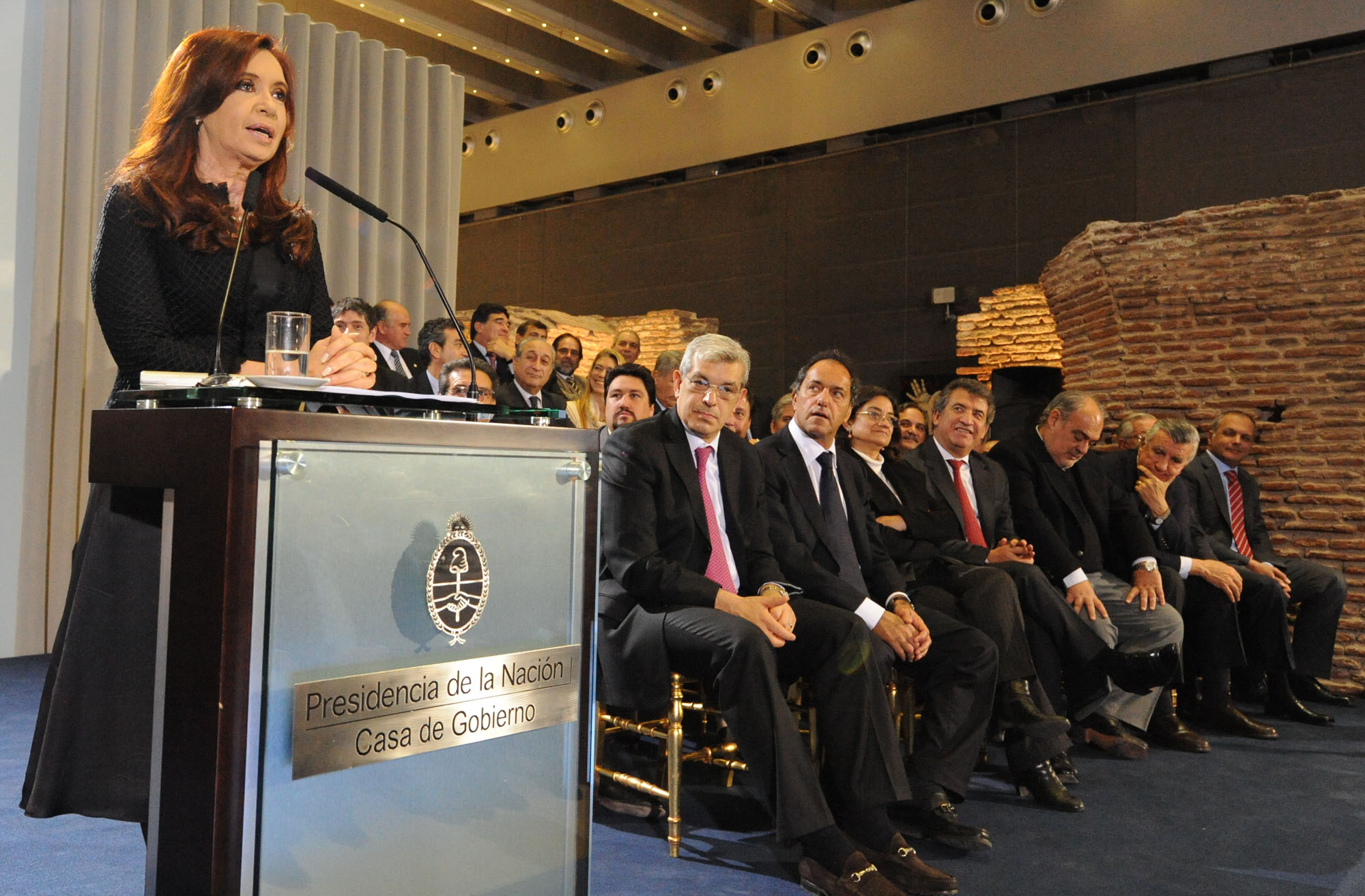
La entonces presidenta de la Argentina, Cristina Fernández de Kirchner, en el Museo del Bicentenario, durante el primer lanzamiento del Programa.

## Misión
El Programa tenía como meta otorgar 100 000 créditos para la construcción de viviendas durante el período 2012-2013. Asimismo, también planteaba como meta la incorporación progresiva de otros 100 000 créditos cada año, hasta llegar al 2016, llegando finalmente a financiar un total de 400 000 viviendas nuevas, como señalaba la ANSES.

## Historia

### Antecedentes
El artículo 14 bis de la Constitución Nacional de la República Argentina, determina que el Estado otorgará los beneficios de la seguridad social y que tendrá carácter integral. Entre sus componentes se incluye el acceso a una vivienda digna.
Este mismo artículo de la Constitución incorpora a la vivienda dentro del concepto integral de seguridad social, en un todo de acuerdo con la Organización Internacional del Trabajo (OIT), que define entre las prestaciones familiares de la Seguridad Social a la vivienda. Así también, el concepto de Piso de Protección Social —definido por organizaciones como la ONU, la OIT y la Organización Mundial de la Salud—, refleja una extensión de los sistemas de seguridad social orientada a que diversos organismos públicos actúen en forma coordinada para garantizar todos los derechos sociales, entre los que se incluye la vivienda.
Durante gran parte del siglo XX, hubo una baja presencia del Estado en materia habitacional. Durante el período 1920 a 1945 se habían otorgado solamente 14 800 créditos para la construcción de viviendas rurales y urbanas por 180 millones de pesos. Durante el Primer Plan Quinquenal —del presidente Juan Domingo Perón—, se llegaron a conceder 170 000 préstamos por un total de 570 millones de pesos. Solo durante el Primer Plan Quinquenal (1946-1952) se construyeron 350 000 viviendas para obreros en toda la república. En el segundo Plan Quinquenal —también de Juan D. Perón—, hasta 1955, se llevaban construidas más de 150 000 junto a los barrios ubicados en Juan Bautista Alberdi y Lacarra, los departamentos del Barrio Curapaligue, los edificios gigantescos que bordean la Av. General Paz, el Camino de Cintura y la Autopista a Ezeiza.

### Presidencia de Cristina Fernández de Kirchner
El 12 de junio de 2012, en un acto en el Museo del Bicentenario, la presidenta Cristina Fernández de Kirchner, junto a Axel Kicillof ―Secretario de Política Económica― y Diego Bossio ―director general de la ANSES― presentaron el Programa de Crédito Argentino para la vivienda única familiar, PRO.CRE.AR Bicentenario. Dicho plan preveía la entrega de créditos para la construcción de 400 000 viviendas hasta 2015. Los objetivos eran atender las necesidades habitacionales de los argentinos y paralelamente impulsar la actividad económica a través del incentivo a la construcción.
Kicillof declaró:

Si no se focaliza en la construcción se genera una burbuja hipotecaria.
La Nación.

Se anunció que su financiamiento proviene de recursos del Fondo de Garantía de Sustentabilidad (FGS) —es decir, con los fondos de los jubilados. Los créditos son otorgados a pagar en veinte y treinta años y las tasas variarán entre el 2 % y el 14 %, alrededor de veinte puntos por debajo de la inflación. El Banco Hipotecario quedó constituido como fiduciario del programa. En la ocasión, la mandataria argentina aclaró que «la falta de política hipotecaria por parte de la banca privada» obligaba al Estado a intervenir, creando el Programa para empezar a resolver el déficit habitacional existente en el país.  Fue oficializado mediante el decreto 902/2012.
El programa preveía dos líneas de créditos: una para aquellas personas poseedoras de un terreno donde construir y otra para la construcción de viviendas en terrenos fiscales que el Estado Nacional ponía a disposición del Procrear.
Kicillof dijo:

Estamos fogoneando la economía además de cubrir una necesidad imperiosa [...] cien mil nuevos empleos de manera directa y otros cien mil de manera indirecta.
Página 12.

Los terrenos estaban distribuidos principalmente en las provincias de Buenos Aires, Córdoba y Santa Fe, que son precisamente las provincias de más alta densidad demográfica del país. En la provincia de Buenos Aires, la mayoría de los terrenos están localizados en ciudades de gran densidad de población, como Bahía Blanca, Mar del Plata, San Nicolás, Ciudad Evita, Laferrere, Haedo, City Bell, Tolosa, La Plata, Rincón de Milberg y Ezeiza.
Según el Ministerio de Desarrollo Territorial y Hábitat de la Nación, de junio de 2012 a diciembre de 2015 se iniciaron 23 656 viviendas en Desarrollos urbanísticos, gracias al presente plan, y se emplearon a 8000 obreros. Además, el gobierno invirtió más de 38 000 millones de pesos en el Programa Nacional.

### Presidencia de Mauricio Macri
Bajo la Presidencia de Mauricio Macri, la inversión cayó a 600 millones de pesos, la cantidad de viviendas realizadas en Desarrollos Urbanísticos decayó a 130, y los obreros empleados fueron 2000.

### Presidencia de Alberto Fernández
En agosto de 2020 el presidente Alberto Fernández anunció el relanzamiento del PRO.CRE.AR. El plan, a cargo del Ministerio de Desarrollo Territorial y Hábitat, comprende nueve líneas de préstamos para la construcción y refacción de hogares.
En abril de 2023 se lanzó la línea Destino Joven. La misma prioriza a personas de 18 a 35 años  en el otorgamiento de créditos para la compra de viviendas en Desarrollos Urbanísticos.

### Presidencia de Javier Milei
El 13 de noviembre de 2024, durante el gobierno del presidente Javier Milei se decretó la disolución del programa Procrear. Al mismo tiempo se anunció la implementación de hipotecas divisibles para proyectos inmobiliarios en desarrollo. El 9 de junio de 2025, se publicó en el Boletín Oficial los procedimientos pertinentes para llevar a cabo la disolución del programa y el traspaso de la administración de los préstamos vigentes a un banco privado. Se informó que la gestión de los créditos ya otorgados continuaría a través de un contrato que el Ministerio de Economía firmaría con el Banco Hipotecario. Posteriormente, el Ministerio de Economía junto con el de Seguridad anunciaron un convenio para ceder una parte de las viviendas a efectivos de las Fuerzas Federales.

## Detalles del programa

### Características de las viviendas
En junio de 2012, pocos días después del anuncio de la aplicación del programa, el Banco Hipotecario (entidad que ha quedado constituida como fiduciaria del Programa) difundió los modelos para la construcción de viviendas con los créditos que se otorgan para dicho fin. Para cada región del país hay un modelo constructivo diferente. El objetivo de preestablecer los modelos es unificar y reducir costos de construcción. Por ejemplo, para la Zona Centro del país, que comprende Buenos Aires, Córdoba, Santa Fe, La Pampa y Entre Ríos, el modelo es de una sola planta aunque hay distintas opciones: entre uno y tres dormitorios, con superficie de 52, 65 y 75 metros cuadrados, respectivamente; con opciones de techo o plano; y en lote esquina. No obstante, hay que aclarar que los beneficiarios pueden construir sobre la base de sus propios planos, sin necesidad de utilizar los que ha predeterminado el Banco Hipotecario.
Los inmuebles a construir, no sólo en la Zona Centro sino en todo el país, tendrán entre 52 y 75 metros cuadrados, variando de acuerdo a la cantidad de ambientes. Los modelos muestran casas de uno, dos y tres dormitorios. Se podrán construir sobre terrenos propios o fiscales, pues el programa contempla la afectación de unas 1800 hectáreas de tierras de este tipo para la realización de proyectos urbanísticos, a fin de atender la demanda habitacional de aquellas personas o familias que no cuentan con un terreno propio  y el otorgamiento del crédito se determinará por sorteos de la Lotería Nacional. Debido a la gran demanda existente, y para lograr una mayor transparencia e igualdad de oportunidades, la asignación de turnos para el inicio de trámites se realizará de esta forma.
Las características de los créditos son similares en casi todas las líneas. Los beneficiarios deben ser argentinos o extranjeros con residencia permanente en el país. Las líneas para aquellos con ingresos de hasta 8000 pesos es a tasa fija durante toda la vigencia del crédito, mientras que, para beneficiarios con ingresos superiores son a tasa combinada, siendo los primeros cinco años a tasa fija de acuerdo al rango de ingresos y a partir del sexto año la tasa pasa a ser variable con un tope establecido para cada segmento. La tasa nunca superará dicho tope y la variabilidad estará dada en función del incremento del coeficiente de variación salarial que publica el INDEC. A los fines de hacer el cálculo del ingreso neto familiar se consideran los ingresos netos del solicitante y los de su cónyuge, concubino o concubina. La antigüedad laboral mínima es de un año y han podido presentarse quienes trabajan en relación de dependencia, monotributistas, inscriptos en Régimen de Ganancias, jubilados, becarios de organismos de investigación, régimen de servicio doméstico, y médicos residentes. En cuanto a la relación cuota ingreso, la misma puede verse reducida si al momento de solicitar el crédito se poseen otros compromisos con el sistema financiero, como por ejemplo créditos personales o de cualquier otro tipo con más de 9 cuotas restantes.
Un factor desfavorable por el cual una familia sorteada puede ver rechazado su crédito es la presencia de antecedentes negativos en el sistema financiero durante los últimos doce meses anteriores al inicio del trámite. Tanto el sector privado como el gobierno con su Programa utilizan el sistema de amortización francés el cual consiste en la determinación de una cuota tal, que irá incrementando la parte correspondiente al capital y disminuyendo la de los intereses a medida que el tiempo transcurra hasta la finalización del préstamo.

### Terrenos fiscales
Tras el lanzamiento del programa, el Organismo Nacional de Administración de Bienes del Estado (ONABE) asignó 86 terrenos de varias dependencias del Gobierno nacional ubicados en casi todas las provincias (salvo en La Rioja y en la Ciudad Autónoma de Buenos Aires) para ser destinados a la construcción de viviendas utilizando los créditos de PRO.CRE.AR. La mayor parte de los terrenos son del ferrocarril, de dependencias militares o donde habían sido instaladas antenas de radio estatales, todos ellos ya administrados por el ONABE. Los terrenos asignados tienen hasta 180 hectáreas y están distribuidos principalmente en las provincias de Buenos Aires, Córdoba y Santa Fe, que son precisamente las provincias de más alta densidad demográfica del país. En la provincia de Buenos Aires, la mayoría de los terrenos están localizados en ciudades de gran densidad de población, como Bahía Blanca, Mar del Plata, San Nicolás, Ciudad Evita, Laferrere, Haedo, City Bell, Tolosa, La Plata, Rincón de Milberg y Ezeiza.
Un mes más tarde, mediante el decreto 1723, el Poder Ejecutivo Nacional dispuso que ciertos terrenos ubicados en los barrios de Palermo, Caballito, Liniers, Pompeya y Parque Patricios también fueran destinados a la construcción de viviendas de PRO.CRE.AR y a familia sin terrenos propios. Todos los terrenos tienen potencialidad constructiva y se incluyen en el marco del Plan de Aprovechamiento de Tierras del Estado nacional en la Ciudad Autónoma de Buenos Aires. En total suman 79 hectáreas en zonas estratégicas de la Ciudad.

## Repercusiones
Sectores de la oposición se mostraron contrarios a la puesta en marcha del Programa. El senador cordobés Luis Juez criticó que el Programa se lleve a cabo con fondos de la ANSES y también declaró que «[...] quiero que la gente tenga su vivienda pero también quiero que el jubilado tenga una jubilación digna». En 2016 se anunció que se suspenderían los sorteos, la adjudicación ya no se realizará a través de los sorteos en Lotería Nacional sino de forma discrecional.
No obstante esas críticas puntuales, el titular de la ANSES, Diego Bossio, ha declarado que esos recursos «no son de los jubilados», que los recursos que conforman el Fondo de Garantía de Sustentabilidad (FGS) «pertenecen a todos los argentinos incluyendo a los trabajadores y ciudadanos que contribuyen con aportes e impuestos».
Y por otra parte remarcó que:

La inversión en proyectos productivos permite que esos fondos sigan acrecentándose. Además, tienen rentabilidad social porque esos proyectos generan demanda de mano de obra, lo que redunda en más empleo, amplía la cantidad de aportes que van a parar al sistema, generando el llamado círculo virtuoso de la economía.

Y precisó que desde 2003, la cantidad de aportantes aumentó 91.9 %, debido al crecimiento económico y al empleo, mientras que la cantidad de jubilaciones y pensiones lo hizo en 78.5 %, como resultado del Plan de Inclusión Previsional, alcanzando la tasa de cobertura más alta de América Latina, con el 95.1 %.

### Sorteo de créditos
El 20 de julio de 2012 se realizó el primer sorteo de créditos, con transmisión en vivo por la Televisión Pública. De este sorteo participaron 21 968 candidatos que contaban en el momento con terreno propio para construir la vivienda y cumplían con los requisitos y la documentación exigida para abrir una carpeta de crédito. De estas, fueron beneficiadas 11 659 familias.
El 24 de agosto de ese mismo año se realizó el segundo sorteo de créditos, con 25 572 candidatos registrados y un total de 13 813 créditos otorgados. Respecto al anterior, este sorteo superó la cantidad de inscriptos en más 3600. También se conoció que el tercero sorteo se realizaría el viernes 21 de setiembre y el cuarto, una suerte de repechaje del que participarán todos los candidatos que no hayan sido beneficiados en sorteos anteriores, se realizaría el viernes 26 de octubre, de acuerdo con lo informado por la Administración Nacional de la Seguridad Social.
El 21 de septiembre se realizó el tercer sorteo de créditos para viviendas en el marco del plan. En esta ocasión, participaron 17 809 personas, cantidad ligeramente inferior a las ediciones anteriores. Fueron sorteadas 9463 familias y los terrenos licitados están ubicados en las provincias de Santiago del Estero, San Juan, La Rioja y Mendoza, además en las localidades bonaerenses de Tigre, La Matanza, Ezeiza, Bahía Blanca, Mar del Plata y San Nicolás. La novedad de este sorteo fue el anuncio por parte del Gobierno Nacional del aporte estatal de 1700 hectáreas de tierras fiscales en todo el territorio de la Argentina, mediante el aprovechamiento inteligente de los terrenos más valiosos.
El 26 de octubre se realizó el cuarto y último sorteo de crédito hipotecarios del año 2012. Fueron sorteadas 5927 familias de un total de 11 890 inscriptas y en condiciones de ser beneficiadas. Ese mismo día, se llevó a cabo un repechaje que incluyó a todos los participantes que no habían sido contemplados en sorteos anteriores. En esta ocasión pudieron participar personas que no contaban con terreno propio y 18 324 familias fueron beneficiadas por esta novedad, de las 30 414 que no habían sido beneficiadas en los cuatro sorteos anteriores. De este modo, durante el año 2012 y desde el lanzamiento del Programa PRO.CRE.AR Bicentenario, fueron favorecidas 59 186 familias para la construcción de sus viviendas en cuatro sorteos y un repechaje.
Un nuevo sorteo, primero realizado en el año 2013, también tuvo carácter de repechaje, al igual que el sorteo anterior. Tuvo lugar el 25 de enero y participaron 18 053 familias, de las que 9358 fueron finalmente beneficiadas. Con el próximo sorteo del Plan programado para el mes de marzo, el Gobierno anunció que alrededor de 60 000 familias se encontraban tramitando su crédito con el Banco Hipotecario.
El quinto sorteo del programa fue realizado el 22 de marzo de 2013 en la sede de la Lotería Nacional en la Ciudad de Buenos Aires. De este sorteo, que al igual que los todos los anteriores fue transmitido en vivo por la Televisión Pública para todo el país, participaron 36 444 familias poseedoras de un terreno propio para la construcción o que hayan estado en condiciones de adquirirlo. Un total de 19 001 familias resultaron sorteadas en esta ocasión. El director de la ANSES, Diego Bossio, se mostró satisfecho con los resultados y afirmó que «el efecto multiplicador significa no sólo los empleos directos en la obra, sino lo que es los materiales de construcción y el diseño de la obra». Además explicó que «En este programa, cuanto menor es el ingreso, menor es la tasa, que tiene la particularidad de representar un tercio en relación a lo que ofrecen los bancos, y permite que las familias en el futuro puedan seguir pagando su casa».
También se anunció el lanzamiento de una nueva línea de crédito para la refacción, ampliación y terminación de viviendas y del tercer llamado a concurso de proyectos urbanísticos que prevé la construcción de 9750 viviendas en 47 predios de 16 provincias argentinas: Chaco, Corrientes, Chubut, Jujuy, La Rioja, Mendoza, Misiones, Neuquén, Salta, San Luis, Santa Cruz, Santa Fe, Santiago del Estero, Tierra del Fuego, San Juan y más de veinte ciudades de la provincia de Buenos Aires. De este modo, el PRO.CRE.AR tendrá tres nuevas líneas de créditos, surgidas de las necesidades de la población argentina. En el caso de las líneas de crédito para ampliar y terminar viviendas, las tasas de interés son de entre 2 y el 11 por ciento y los plazos de hasta quince años. Para la línea de refacción, las tasas de interés son de entre el 7 y el 18 por ciento anual, con plazos máximos de cuatro años y un límite de 50 000 pesos.
El sexto sorteo de carácter regular tuvo lugar el 26 de abril de 2013 y fueron participantes 52 655 familias, de las que fueron beneficiadas 28 062. El 19 de julio de ese mismo año se realizó el séptimo sorteo, con 70 588 familias inscritas y un total de 35 833 beneficiadas. En este último sorteo se implementó la modalidad de líneas de crédito para refacción, terminación y ampliación de viviendas, que tuvo 15 771 sorteados en la ocasión. Con esto dos sorteos, el PRO.CRE.AR Bicentenario alcanzó la marca de 151 440 créditos otorgados, entregando en apenas un año aproximadamente el 38% de los 400 000 créditos que se deben otorgar en un plazo de cuatro años. También quedó programado un sorteo masivo de créditos, el más grande hasta ese momento, a realizarse el 22 de octubre de 2013 y en el que se sortearían aproximadamente 130 000 créditos en una sola ocasión, siendo 60 000 destinados a la compra de terreno y construcción de viviendas nuevas, 20 000 para la compra de la vivienda ya construida y a estrenar y 50 000 para la construcción, ampliación, refacción y terminación de viviendas.
El 22 de octubre de 2013 se realizó el octavo y más grande sorteo hasta ese momento. En total, 158 176 familias fueron beneficiadas ese día, 130 001 de modo regular y 28 175 en dos repechajes que se realizaron en la misma ocasión y que incluyeron a las familias no beneficiadas en anteriores concursos. Participaron del octavo sorteo 363 868 familias en total y la asignación de los créditos otorgados respetó la siguiente proporción: 41 979 créditos de la línea para construcción de viviendas; 36 196 de línea para refacción, terminación y ampliación de viviendas; 20 000 de la línea para compra de vivienda a estrenar financiada en un 90 por ciento, y 60 001 créditos de la línea para compra de terreno y construcción de viviendas en los mismos.
| Sorteo        | Fecha de realización     | Familias participantes | Familias sorteadas | Detalles |
| ------------- | ------------------------ | ---------------------- | ------------------ | --- |
| 1°. sorteo    | 20 de julio de 2012      | 21 968                 | 11 659             | |
| 2°. sorteo    | 24 de agosto de 2012     | 25 572                 | 13 813             | |
| 3°. sorteo    | 21 de septiembre de 2012 | 17 809                 | 9463               | |
| 4°. sorteo    | 26 de octubre de 2012    | 11 890                 | 5927               | |
| 1°. repechaje | 26 de octubre de 2012    | 30 414                 | 18 324             | Realizado el mismo día del 4° sorteo, incluyendo a todas las familias que no habían sido beneficiadas en anteriores sorteos. |
| 2°. repechaje | 25 de enero de 2013      | 18 053                 | 9358               | Nueva oportunidad para las familias que aún no habían sido sorteadas. |
| 5°. sorteo    | 22 de marzo de 2013      | 36 444                 | 19 001             | |
| 6°. sorteo    | 26 de abril de 2013      | 52 655                 | 28 062             | |
| 7°. sorteo    | 19 de julio de 2013      | 70 588                 | 35 833             | Líneas de crédito para construcción: 20 062 beneficiados; Líneas de crédito para refacción, terminación y ampliación: 15 771 sorteados. |
| 8°. sorteo    | 22 de octubre de 2013    | 363 868                | 158 176            | Línea de crédito para construcción de viviendas: 41 979 beneficiados; Línea de crédito para refacción, terminación y ampliación de viviendas: 36 196 beneficiados; Línea de crédito para compra de vivienda a estrenar: 20 000 beneficiados; Línea de crédito para compra de terreno y construcción de viviendas: 60 001 beneficiados. |
| Totales       |                          | 649 261                | 309 616            | |

El 6 de febrero de 2015 se realizó el sorteo número 11 del plan participaron 398 392 familias inscriptas. El sorteo se realizó en el NH Provincial de la ciudad de Mar del Plata y es transmitido desde por la Televisión Pública.

### Sistema de Puntaje
El Sistema de Puntaje es un valor numérico fundado en parámetros objetivos, con el que el programa califica las solicitudes de inscripción, sobre los datos ingresados por los solicitantes. Los datos ingresados son validados a la vez con las bases de datos de ANSES; AFIP y BCRA. El sistema de puntaje está auditado por la Universidad de Buenos Aires (UBA).
Los parámetros son:
- Cantidad de hijos,
- Integrantes de la familia con discapacidad,
- Prestaciones que recibe de la seguridad social,
- Edad del titular del crédito,
- Familia monoparental,
- Antigüedad de la postulación.